# Adilson Bahia
Adilson Reis da Anunciação, meglio noto come Adilson Bahia (Salvador, 27 settembre 1992), è un calciatore brasiliano, centrocampista del Manaus.

## Carriera
Ha giocato nella massima serie israeliana.